# Rainer Meifert
 (octobre 2021).
Rainer Meifert (né le 27 juin 1967 à Kellinghusen) est un acteur et mannequin allemand.

## Biographie
Rainer Meifert grandit à Kellinghusen. En 1985, Meifert fonde son groupe punk Extremity avec quelques amis et joue principalement dans le nord de l'Allemagne. Cependant, comme il n'y a pas de succès, le groupe se sépare après un certain temps. Après quelques séjours à l'étranger, Meifert s'installe à Kiel, où il vend des jeans et est découvert comme mannequin. Sa première campagne est à l'échelle nationale pour le New Yorker. Rainer Meifert déménage à Hambourg, travaille dans des bars et commence à être photographe. Son travail comprend des portraits de Karl Lagerfeld. En 1995, il est découvert comme acteur dans un bar. Meifert fait sa première expérience d'acteur à Paris pour préparer la version de la sitcom française Hélène et les Garçons. Rainer Meifert retourne à Hambourg et travaille au Off-Theater Hamburg (aujourd'hui Lichthoftheater). Meifert est découvert par Ted Linow, le propriétaire de l'agence de mannequins Mega Model Agency, et travaille comme mannequin pendant plusieurs années. Il travaille avec des photographes tels que Patrick Demarchelier, Joachim Baldauf ou Jim Rakete. Rainer Meifert travaille pour des agences de mannequins internationales telles que Marylin Gaultier[réf. souhaitée] ou Boss Model Management à Londres. Meifert finance ses cours de théâtre avec des emplois de mannequin à Paris, New York et Londres. Meifert joue en 1997 dans une publicité pour Esso. Meifert a son rôle le plus connu dans la série Au rythme de la vie, où de 1998 à 2000, il incarne le Dr Jan Wittenberg. Après son départ, Rainer Meifert critique la méthode de production de la série.
En 1999, il a un grave accident de voiture avec sa petite amie de l'époque, l'actrice Simone Hanselmann ; les acteurs ne font plus partie de la série. Ils se séparent en 2001. En outre, les affirmations de Rainer Meifert selon lesquelles Sabrina Setlur l'a harcelé pendant deux ans jusqu'à ce qu'il couche avec elle ont fait la une des journaux ; Setlur donne 20 000 euros en compensation de la douleur et des souffrances.
En 2002, Rainer Meifert sort son premier single solo This Is Not a Lovesong.En avril 2003, le Berliner Kurier affirme qu'à partir de septembre 2003, Meifert serait de nouveau vu dans un rôle principal pour la première fois après l'accident dans la pièce Glamorama. Les représentations de Glamorama ont lieu en 2005.
À partir de 2005, Rainer Meifert organise la série de lectures et d'événements « The Glitterati » dans le restaurant de scène berlinois Felix, à laquelle participent de nombreux acteurs, chanteurs, artistes et amis de Meifert. Il produit un événement spécial de « The Glitterati » au profit du 30e anniversaire de la fondation Menschen für Menschen fondée par Karlheinz Böhm. L'événement au Café am Neuen See réunit des artistes tels que Ben Becker et Samy Deluxe. En 2011, il crée une production permanente, le « Rock'n Roll Circus », à laquelle participent notamment Felicitas von Anhalt, Marian Meder et Eva-Maria May.
En 2013, Rainer Meifert fait son retour en tant qu'acteur avec un rôle mineur dans le film Kein großes Ding de Klaus Lemke. La même année, Meifert réalise le film A Perception avec Hermes Phettberg et Henning Gronkowski. En 2014, Meifert tourne dans le film Unterwäschelügen avec Andreas Bichler, Shermine Shahrivar et Kida Khodr Ramadan sous la direction de Klaus Lemke. Du film initialement prévu, il n'en reste cependant qu'un clip de 3 minutes sans son.
Dans une interview dans B.Z., Meifert déclare en juin 2013 que de 2002 à avril 2012, il est gravement toxicomane. En novembre 2014, la chaîne de télévision ZDFneo diffuse le reportage de Meifert Ausgekokst – mein Drogentrip. Dans le film, Rainer Meifert aborde ses propres expériences avec la cocaïne et, en Colombie, explore d'où vient la drogue et dans quelles circonstances elle est produite et commercialisée.